# Denise Scott Brown
Denise Scott Brown, nacida Denise Lakofski (Nkana, Zambia, 3 de octubre de 1931) es una arquitecta posmoderna, urbanista, escritora y profesora estadounidense. Experta en planificación urbana y docente en universidades como Berkeley, Yale y Harvard, escribió en 1972 en colaboración con Robert Venturi y Steven Izenour Aprendiendo de Las Vegas: el simbolismo olvidado de la forma arquitectónica, uno de los libros más influyentes en arquitectura en la segunda mitad del siglo XX. Está considerada como la arquitecta más famosa de la segunda mitad del siglo XX. Se casó con Robert Venturi en 1967 y trabajaron juntos desde 1969, sin embargo en 1991 fue excluida del premio Pritzker lo que provocó su protesta y el debate sobre las dificultades de las mujeres arquitectas para ser reconocidas en su profesión. Finalmente, se les otorgó de manera conjunta la Medalla de Oro del AIA 2016 convirtiéndose en la segunda mujer de la historia que gana el galardón más prestigioso del mundo de la arquitectura y en la primera mujer viva que recibe este galardón. Es socia del estudio de arquitectura Venturi, Scott Brown y Asociados de Filadelfia (Estados Unidos) que, en 2012 tras la jubilación de Venturi se convirtió en VSBA Architects & Planners.

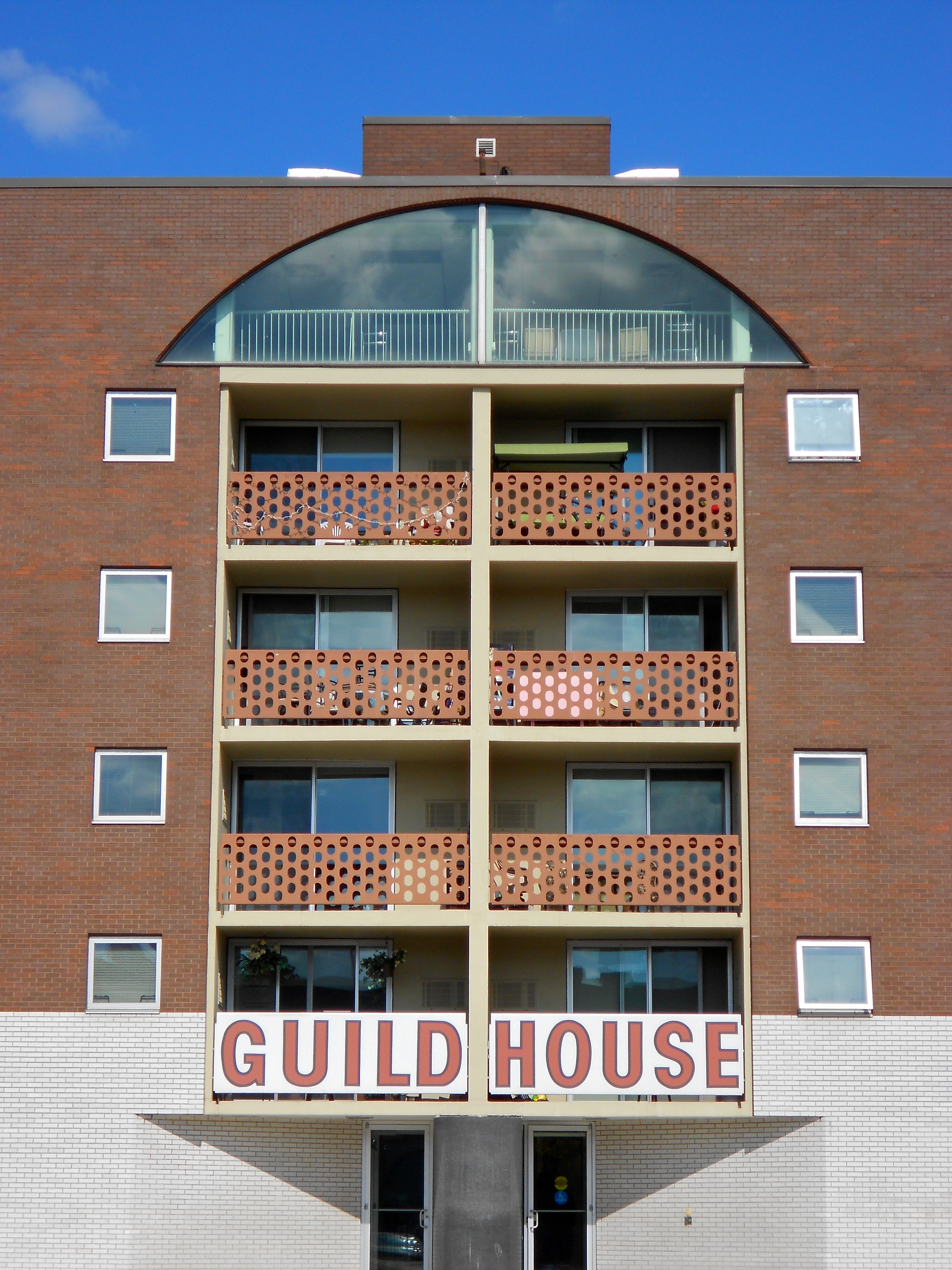
Guildhouse, Denise Scott Brown y Robert Venturi

## Biografía
Nacida en el seno de una familia judía procedente de Letonia, Simon y Phyllis (Hepker) Lakofski, Denise Lakofski estudió primero en Johannesburgo (Sudáfrica) en la Universidad del Witwatersrand (1948-1952) donde conoció a su primer marido, Robert Scott Brown que también estudió arquitectura. En 1952 viajó a Londres para continuar sus estudios en la Architectural Association School of Architecture donde se graduó en 1955. En 1954, su pareja se reunió con ella en Londres y se casaron el 21 de julio de 1955. Posteriormente, la pareja pasó tres años viajando por Europa hasta que en 1958 se instalaron en Filadelfia para estudiar en el departamento de planificación de la Universidad de Pensilvania. En 1959, con 28 años, Robert Scott murió en un accidente de coche.
Completó sus estudios en planificación urbana en 1960 y empezó a trabajar en la facultad donde en una reunión de profesores conoció al joven arquitecto Robert Venturi también profesor de la facultad cuando Denise intervino en contra de la demolición de la biblioteca de la universidad diseñada por el arquitecto de Filadelfia Frank Furness. Scott y Venturi iniciaron una colaboración y compartieron clases de 1962 a 1964. En 1965 dejó la Universidad de Pensilvania. Fue nombrada codirectora del Programa de Diseño Urbano de la Universidad de California. En esos años se interesó en las ciudades de Los Ángeles y Las Vegas. En 1966 invitó a Venturi a visitar Las Vegas con ella. Se casaron en Santa Mónica (California) el 23 de julio de 1967. Denise Scott Brown no adoptó el nombre Venturi y decidió mantener su nombre de casada para no perder el trabajo que había publicado durante años con el apellido de su primer marido.
Scott Brown regresó a Filadelfia en 1967 para unirse a la empresa de Robert Venturi y se convirtió en la directora de planificación en 1969. En 1972 con Venturi y Steven Izenour escribió Aprendiendo de Las Vegas: el simbolismo olvidado de la forma arquitectónica. Con la firma Venturi, Rauch y Scott Brown en 1980; y finalmente Venturi, Scott Brown y Asociados en 1989, Scott Brown ha realizado numerosos proyectos, entre ellos el Sainsbury Wing de la National Gallery en Londres, el complejo del Consejo General en Toulouse y el Mielparque Nikko Kirfuri Hotel y Spa cerca de Nikko en Japón.

## Controversias

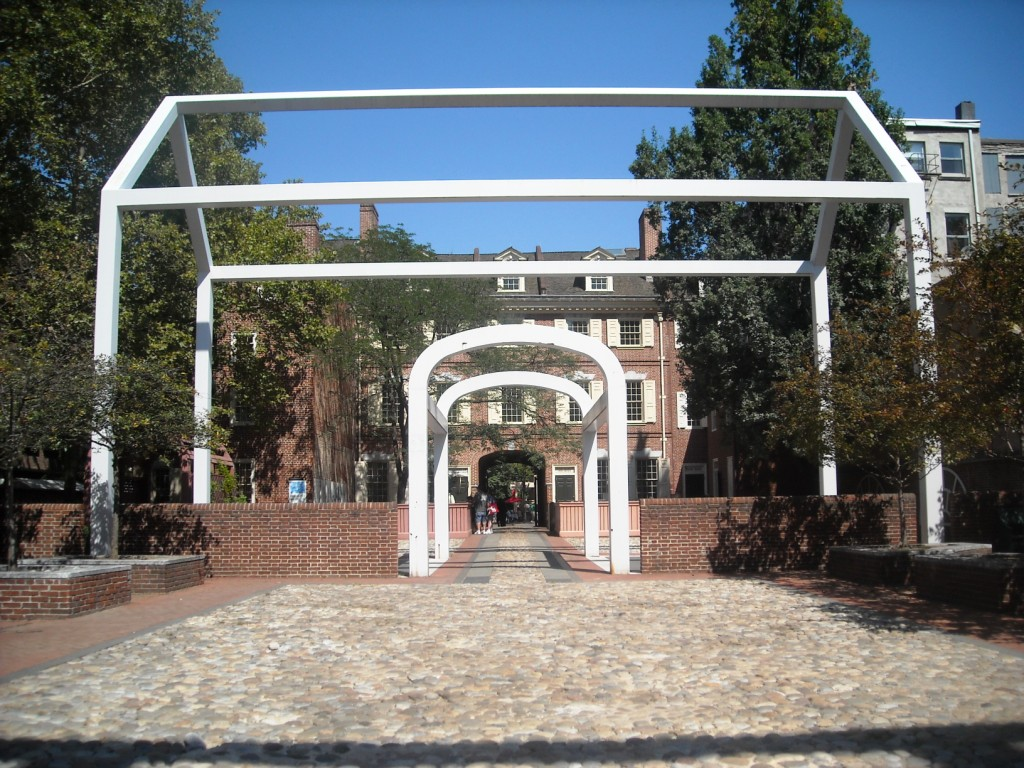
Franklin Court, Filadelfia, Denise Scott Brown y Robert Venturi

A lo largo de su carrera Denise Scott ha dedicado esfuerzo y tiempo para luchar por el reconocimiento de la contribución de las mujeres a la arquitectura. Ella misma ha sido protagonista de la controversia sobre la falta de reconocimiento del trabajo que realizan.

### Polémica por el premio Pritzker
A pesar de que la obra de Scott Brown es, según los expertos, de la misma calidad a la de su marido Robert Venturi, que el pensamiento sobre "la importancia de lo ordinario" que marcan sus trabajos y libros son inspiración de la arquitecta y que firman sus trabajos de manera conjunta desde hacía más de 25 años, en 1991 solo su marido fue distinguido en solitario con el Pritzker, el premio más prestigioso en arquitectura del mundo. Como protesta Scott Brown se negó a acompañarle en la ceremonia de entrega del galardón ya que consideró que el premio hubiera debido ser compartido. En 2013 un grupo de estudiantes de Harvard inició una petición en internet para solicitar la concesión del Pritzker de manera retroactiva para Denise Scott. La petición fue firmada entre otros por el propio Robert Venturi a pesar de que en 1991 en su discurso de aceptación no reclamó compartir el premio aunque si mencionara que Denise realizaba más del 50 % del trabajo. A raíz de esta petición numerosos medios de comunicación como el The New York Times se hicieron eco de la protesta, denunciaron la falta de presencia de mujeres en el jurado de los premios aportando el dato de que en 1991 tan solo había una mujer y 20 años después seguía habiendo solo una mujer, Martha Thorne, directora ejecutiva de Pritzker y denunciaron la discriminación de las mujeres en la profesión de arquitectura. Tras varios meses de especulaciones tras la protesta, en junio de 2013 el comité del premio Pritzker se reunió y decidió no reconocer retroactivamente a Scott Brown. Al final lo consiguió y se hizo muy reconocida.

### Medalla de Oro de AIA en 2016
En noviembre de 2015 se anunció que Robert Venturi y Denise Scott Brown se harían acreedores de la Medalla de Oro del AIA 2016, uno de los galardones más prestigiosos del mundo en arquitectura, por la influencia que sus escritos y diseños han tenido en la teoría y la práctica de la arquitectura un galardón que, según algunas revistas especializadas, es "un guiño" a Scott Brown tras la polémica del Pritzker. Denise Scott Brown es la segunda mujer premiada con la medalla y la primera que ha conocido en vida reconocimiento del galardón ya que la primera mujer que recibió esta medalla fue Julia Morgan en 2014 a título póstumo.

## Obras representativas
- Perelman Quadrangle, University of Pennsylvania, Filadelfia (2000)
- Auditorio de la Orquesta de Filadelfia (Filadelfia)
- Museo de las Artes Manufactureras (Fráncfort del Meno)
- Sala de Exposición de Basco (Filadelfia)
- Edificio de Investigaciones Clínicas, Universidad de Pensilvania (Filadelfia)
- Casa de Vacaciones Trubek y Wislocki (Nantucket Island, Massachusetts)
- Franklin Court (Filadelfia)
- Facultad de Estudios Humanísticos, Universidad del Estado (Nueva York)
- Guild House (Filadelfia)
- Museo del Niño en Houston, Texas (1992)
- Ampliación del Museo National Gallery, Sainsbury Wing, Londres (1991)
- Museo de Arte de Seattle, estado de Washington (1991)
- Laboratorio Lewis Thomas, Universidad de Princeton (Princeton, Nueva Jersey) (1986)
- Gordon Wu Hall, Universidad de Princeton (Princeton, Nueva Jersey) (1983)
- Allen Memorial Art Museum, Oberlin College; Oberlin, Ohio (1976)

## Distinciones
- Premio Jane Drew otorgado por la revista Architects' Journal, 2017[7]
- Medalla de Oro del AIA; 2016 (con Robert Venturi)
- Design Mind Award, Cooper-Hewitt National Design Awards; 2007 (con Robert Venturi)
- Athena Award, Congress for the New Urbanism; 2007
- Vilcek Prize, The Vilcek Foundation; 2007
- Vincent J. Scully Prize, National Building Museum; 2002 (con Robert Venturi)
- Topaz Medallion, American Institute of Architects; 1996
- National Medal of Arts, United States Presidential Award; 1992 (con Robert Venturi)
- AIA Firm Award, to Venturi, Rauch and Scott Brown; 1985